# Ewa Swobodová
Ewa Nikola Swobodová (* 26. července 1997, Żory) je polská atletka, jejíž specializací je zejména sprint.

## Sportovní kariéra
V roce 2015 se stala juniorskou mistryní Evropy v běhu na 100 metrů. O rok později skončila druhá v této disciplíně na juniorském mistrovství světa. Ve stejné sezóně startovala na olympiádě v Rio de Janeiro, kde v běhu na 100 metrů skončila v semifinále. V roce 2017 zvítězila v běhu na 100 metrů na Mistrovství Evropy v atletice do 23 let 2017, druhá doběhla v běhu na 60 metrů na halovém mistrovství Evropy. Jejím zatím největším úspěchem se stal titul halové mistryně Evropy v běhu na 60 metrů v roce 2019.